# Radomyśl, Hạt Drawsko
Radomyśl [raˈdɔmɨɕl] (tiếng Đức: Friedrichshof) là một ngôi làng thuộc khu hành chính của Gmina Wierzchowo, thuộc quận Drawsko, West Pomeranian Voivodeship, ở phía tây bắc Ba Lan. Nó nằm khoảng 6 kilômét (4 mi) về phía tây của Wierzchowo, 17 km (11 mi) về phía đông nam của Drawsko Pomorskie và 96 km (60 mi) về phía đông của thủ đô khu vực Szczecin.
Trước năm 1945, khu vực này là một phần của Đức. Đối với lịch sử của khu vực, xem Lịch sử của Pomerania.
Ngôi làng có dân số 130.